# Paul de Nourquer du Camper
Paul Anne de Nourquer du Camper (Brest, 18 juni 1776 – Parijs, 23 april 1849) was een officier in de Franse vloot (1814-1841). Hij was waarnemend gouverneur van Frans-Guyana (1837-1839) en gouverneur van Frans-Indië (1840-1844), twee kolonies van het koninkrijk Frankrijk.

## Levensloop

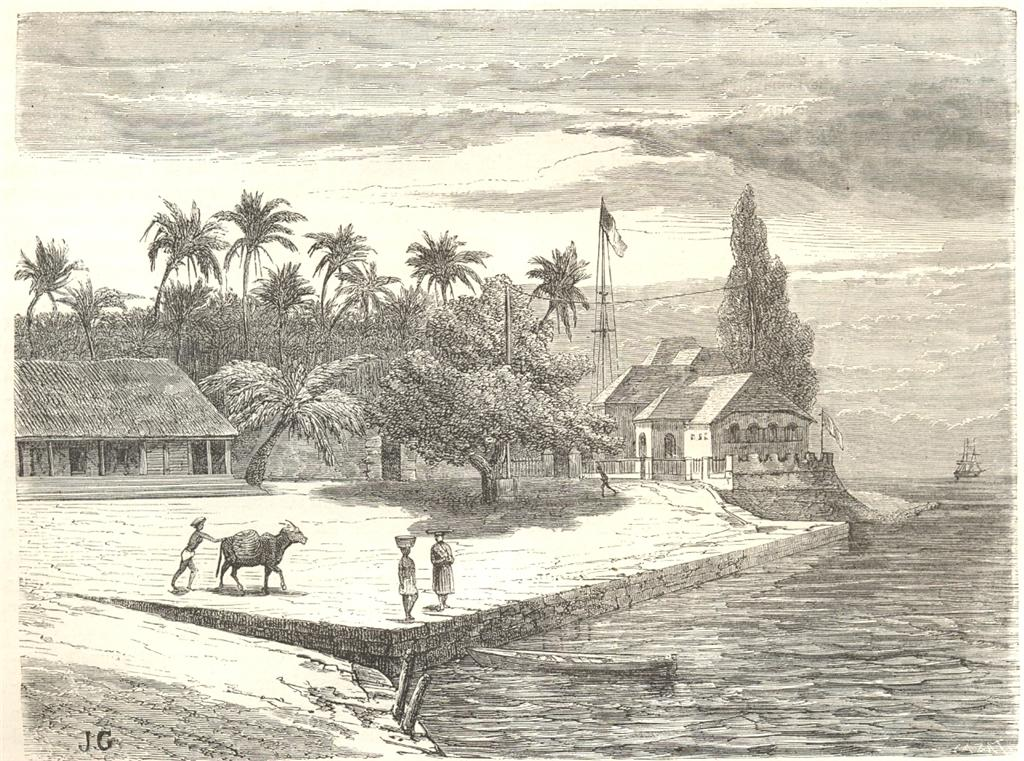
Beeld van Frans-Indië (19e eeuw)

Camper werd geboren in Brest. Hij was een achterneef van Joseph-François Dupleix, gouverneur-generaal van Frans-Indië. De familie was van Bretonse afkomst doch leidde grotendeels een leven als kolonist in Frans-Indië, waar Camper opgroeide. Camper verhuisde naar de Filipijnen. Daar verzorgde hij de aankopen van transporten van goederen voor de kolonie Île de France of Frans-Mauritius in de Indische Oceaan (tot 1808). De toenmalige gouverneur-generaal van de Mascarenen, Charles Decaen, had ook een verleden in Frans-Indië. Camper werkte dus in de Filipijnen onder het directe gezag van Charles Decaen. 
Van 1814 tot 1841 maakte Camper carrière als officier in de Franse vloot. Hij werd bevorderd tot kapitein-ter-zee, te vergelijken met kolonel in het landleger (1824). Koning Lodewijk XVIII vereerde hem met de Orde van de Heilige Lodewijk (1826). Camper was voortdurend op zeereis. Van 1827 tot 1828 was hij dat niet; hij was directeur van de marineschool van Brest, zijn geboortestad. De rest van zijn tijd voer hij over de Indische Oceaan, langs de Filipijnen, de Molukken, China, Singapore, Frans-Indië en Madagascar. Het doel was te concurreren met de specerijenhandel van de Hollanders, waar hij, volgens zijn schrijven, in slaagde.
Hij verhuisde vervolgens naar Zuid-Amerika (1837). Koning Lodewijk Filips van Orléans benoemde hem immers tot waarnemend gouverneur van Frans-Guyana, wat hij bleef tot 1839 wanneer hij de plaats moest ruimen voor de vast benoemde gouverneur, Louis Pujol.
Het hoogtepunt van zijn carrière was de benoeming door Lodewijk Filips van Orléans tot gouverneur van Frans-Indië, de kolonie van zijn kindertijd. Hij was in functie van 1840 tot 1844. In deze periode werd hij officier op rust en kon hij zich toeleggen op zijn koloniaal bestuursambt. Pierre Constant Sicé publiceerde over het werk van Camper als gouverneur-generaal. De koning vereerde Camper met de graad van commandeur in het Legioen van Eer (1844). Na het neerleggen van zijn ambt (1844) verhuisde Camper naar Parijs, waar hij overleed (1849).